# Марія Франческа Савойська
Марія Франческа Анна Романа Савойська (італ. Maria Francesca Anna Romana di Savoia, 26 грудня 1914 — 7 грудня 2001) — італійська принцеса з Савойської династії, донька короля Італії Віктора Емануїла III та чорногорської принцеси Єлени Негош-Петрович, дружина принца Луїджі Бурбон-Пармського.

## Біографія
Народилась 26 грудня 1914 року у Квіринальському палаці в Римі. Була п'ятою дитиною та четвертою донькою в родині короля Італії Віктора Емануїла III та його дружини Єлени Чорногорської. Мала старшого брата Умберто та сестер Іоланду Маргариту, Мафальду та Джованну.
Сімейною резиденцією була вілла Савойя в Римі. Родина відвідувала курорти Сант-Анна-ді-Вальдьєрі, Ракконіджі, Сан-Россоре. 
Незважаючи на різницю у віці, Марія Франческа була улюбленою сестрою брата. Мала милий, але досить бунтівний характер, можливо, більш розбещений, ніж у інших. Була дуже схожою на Умберто й Іоланду та мала надзвичайно чорні очі та волосся як у матері. Відома вродою та сором'язливістю, стала однією з перших дівчат з аристократії, що почали носити коротке волосся, популяризувавши цей образ у 1920-х. У підлітковому віці цікавилась футболом, була навіть присутньою на кількох матчах. Полюбляла музику та мистецтво. До шлюбу разом із батьками брала участь у різних офіційних заходах, в основному, пов'язаних з освітою дітей. Стала покровителькою кількох фондів та установ даної сфери.
Дівчинкою закохалася в офіцера Квірінальської гвардії, чиє ім'я невідоме. Ймовірність стосунків була припинена її родиною, яка вже шукала ґрунт для династичного шлюбу. У 1930-х ходили чутки про потенційний союз Марії Франчески з Отто фон Габсбургом, титулярним імператором Австро-Угорщини. Даного шлюбу дуже бажала його матір Зіта Бурбон-Пармська. Втім, Марія відмовилася, імовірно, через попереднє захоплення. Іншим кандидатом був Кирило Болгарський, менший брат її зятя Бориса III. Зрештою, 15 листопада 1938 року відбулися заручини принцеси з Луїджі Бурбон-Пармським, який доводився колишній імператриці Зіті молодшим братом.
У віці 24 років взяла шлюб із 38-річним принцом Луїджі Бурбон-Пармським, сином останнього правлячого герцога Парми, П'яченци та Гвасталли Роберто I. Вінчання пройшло 23 січня 1939 у каплиці Святих Петра та Павла Квірінальського палацу у Римі. Шлюб символізував примирення між Савойським домом і Пармськими Бурбонами, після того, як Пармське герцогство було анексоване 1860 року савойцями. Оселилися молодята на Лазуровому березі Франції, у будинку, подарованому королем Віктора Емануїлом III. Народила четверо дітей.

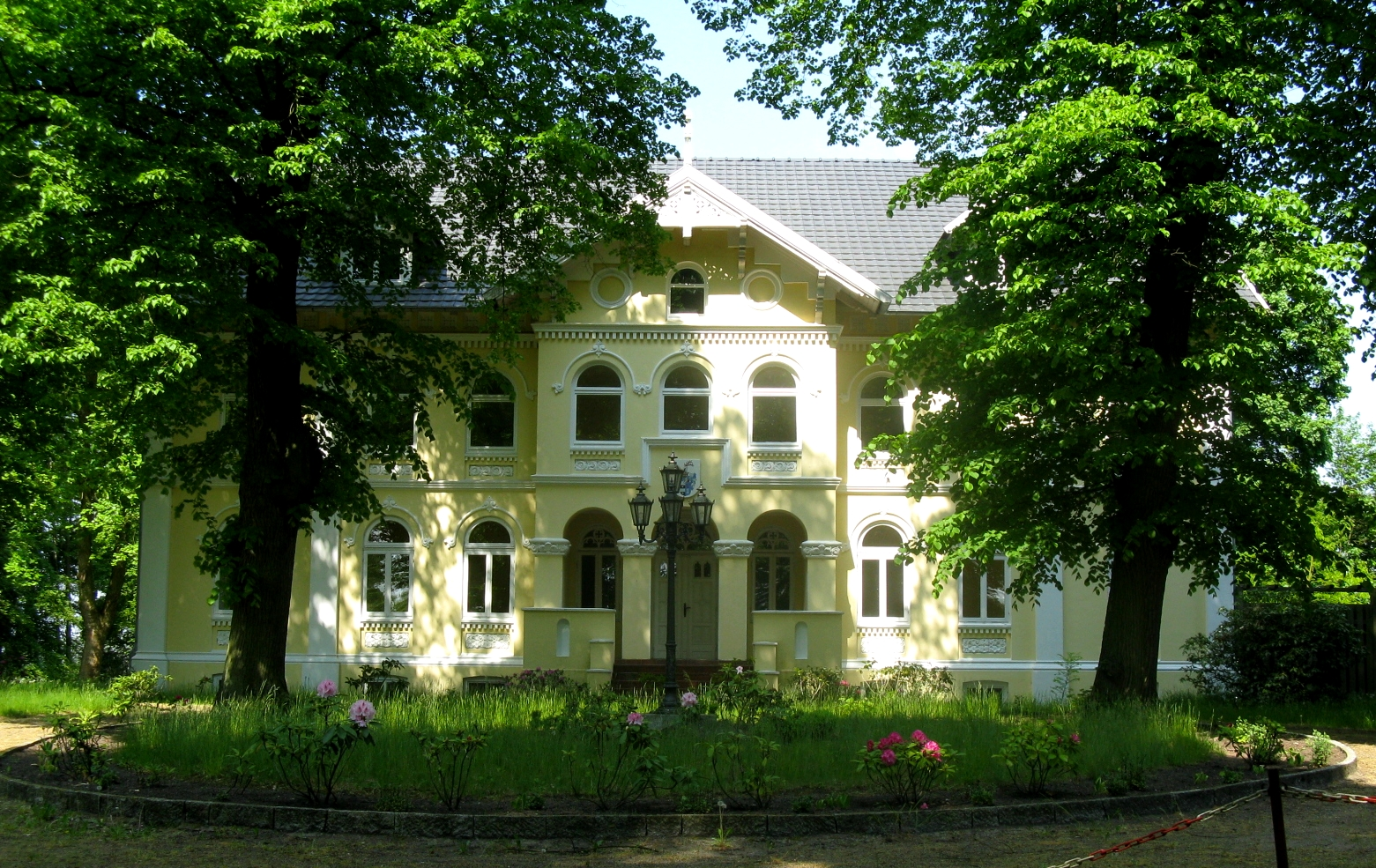
Гарліцька садиба

Після капітуляції Італії подружжя з синами Гвідо та Ремі 13 вересня 1943 року були заарештовані гестапо в їхньому будинку поблизу Канн і відправлені на віллу в Мекленбурзі на півночі Німеччини. Їм дозволялося мати слуг; вони втратили лише «свободу пересування». До садиби Гарліцу (нім. Gutshaus Garlitz), яка використовувалась, як допоміжний табір концтабору Ноєнгамме для ув'язнення «почесних чи особливих арештантів», сімейство прибуло 4 грудня 1943 і залишалось до 2 травня 1945 року. Утримувалися під вигаданим прізвищем Біберпельз (нім. Biberpelz). Повідомляється, що гауптштурмфюрер Йозеф Севера добре поводився з в’язнями та надавав їм певні привілеї. Вілла належала родині фон Лаффертів, господарка Гертруда фон Лафферт проживала у тому ж будинку. Цікавим є факт, що Луїджі на святкування Різдва вирізав вертеп із 10 частин із деревини, знайденої в саду, і презентував його хазяйці.
Після звільнення сімейство повернулося до Італії, а з встановленням там республіки у 1946 році — переїхали до містечка Мандельє-ла-Напуль на Французькій Рив'єрі. Чоловік Марії Франчески пішов з життя у грудні 1967. Надалі принцеса майже не з'являлася широкій громадськості, за виключенням похорону брата Умберто у 1983 році. Відкидала будь-які пропозиції онуків щодо написання мемуарів.
Померла 7 грудня 2001 року в Мандельє-ла-Напуль. Була похована на місцевому цвинтарі, як і її чоловік.

## Нагороди
- Великий хрест ордену Святих Маврикія та Лазаря (Королівство Італія);
- Благородний орден Зоряного хреста (Австро-Угорщина);
- Великий хрест Суверенного військового Мальтійського ордену.

## Родина
Чоловік — Луїджі Бурбон-Пармський
Діти:

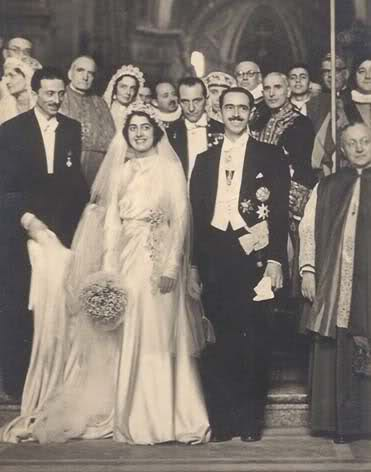
Вінчання Марії та Луїджі

- Гвідо (1940—1991) був одруженим з Бріжіт По-Дувайон, мав єдиного сина;
- Ремі (нар. 1942) перебуває у другому шлюбі, має сина та доньку від першого;
- Шанталь (нар. 1946) перебуває у другому шлюбі, має сина та доньку від першого;
- Жан (нар. 1961) одружений з Вірджинією Роатта, має двох синів.